# Монмані (Квебек)
Монмані (фр. Montmagny)  — місто у провінції Квебек (Канада), розташоване на березі річки Святого Лаврентія. Столиця адміністративного регіону Шодьєр-Аппалаш.

## Історія
Назва міста походить від Шарля Жака Юо де Монмані (фр. Charles Jacques Huault de Montmagny), який 5 травня 1646 став першим сеньйором (власником) цих місць.

## Географія
Монмані знаходиться на північному заході від гори Нотр-Дам (фр. monts Notre-Dame) — частини Аппалачів, на березі річки Святого Лаврентія. Місто перетинає Південна річка (фр. Rivière du Sud).

## Туристичні цікавинки
Місто знане завдяки Фестивалю білих гусей. Щороку, тисячі білих гусей зупиняються у цьому регіоні під час сезонної міграції. Біла гуска — неофіційний символ міста.